# Lamya Essemlali

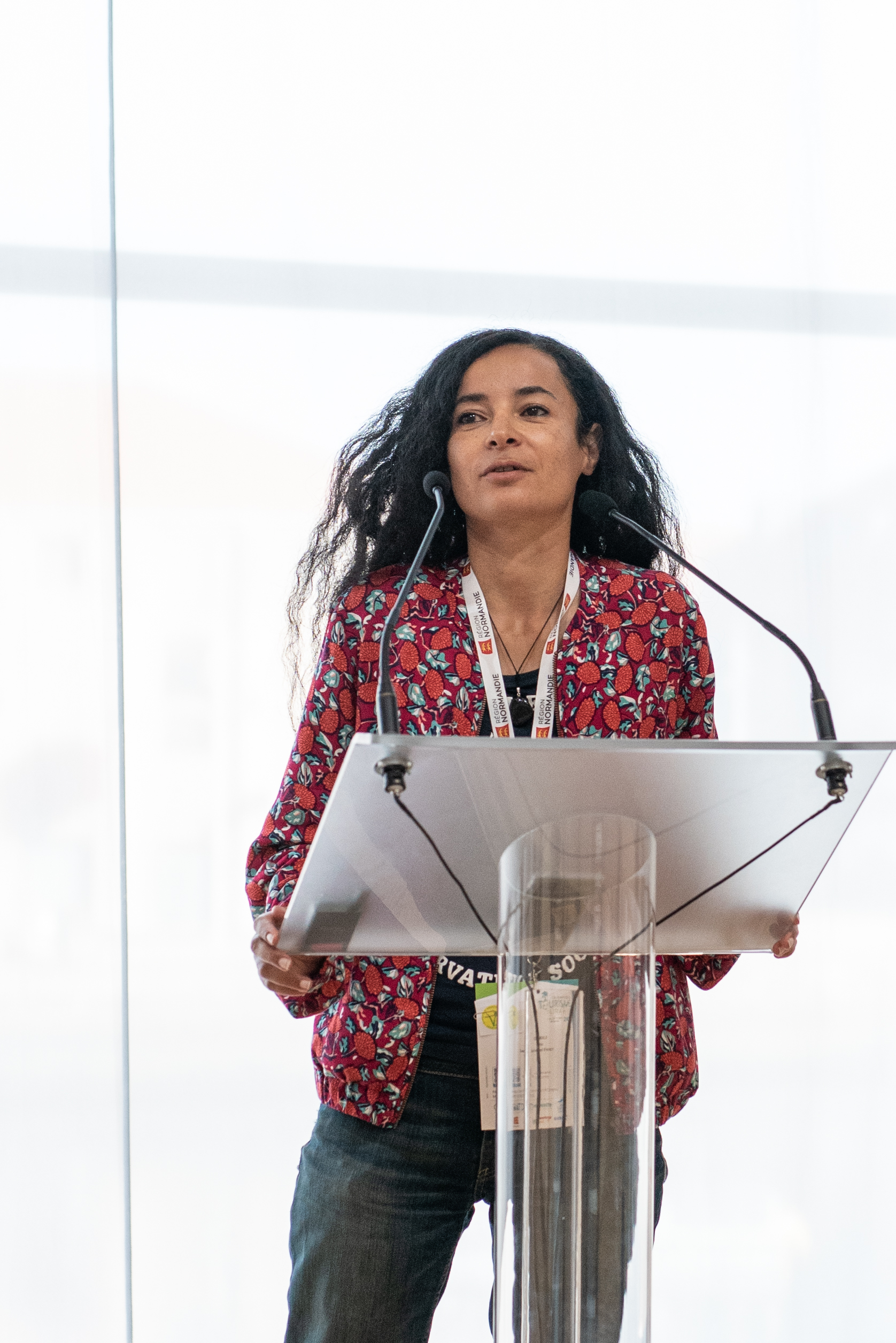
Lamya Essemlali, 2021

Lamya Essemlali (* 1979 in Gennevilliers) ist eine französische Umweltschützerin und Antispeziesistin. Sie ist Mitbegründerin und Vorsitzende von Sea Shepherd France.

## Leben
Lamya Essemlali hat marokkanische Wurzeln. In den Ferien ihrer Kindheit entdeckte sie die Meereswelt an der Atlantikküste in Casablanca.
Sie machte ihr Baccalauréat (Abitur) in Wirtschafts- und Sozialwissenschaften. Anschließend ging sie in die USA, wo sie einige Monate arbeitete, um sich ihr Studium zu finanzieren.
Nach ihrer Rückkehr in Frankreich erwarb sie ein BTS in Wirtschaftskommunikation und einen Master in Umweltwissenschaften von der Universität Pierre und Marie Curie  in Paris.
Lamya Essemlali lernte 2005 auf einer Konferenz in Paris Paul Watson, den Gründer der Sea Shepherd Conservation Society, kennen. Diese Begegnung überzeugte sie, sich an einer Kampagne der NGO gegen japanische Walfänger zu beteiligen.
Im Jahr 2006 gründeten Lamya Essemlali und Paul Watson Sea Shepherd France, eine gemeinnützige Organisation zur Erhaltung der Meeresfauna und -flora. 2008 wurde Lamya Essemlali Vorsitzende von Sea Shepherd France. Unter ihrer Führung führte die NGO insbesondere Aktionen im Ärmelkanal gegen Fabrikschiffe durch, patrouillierte in Mayotte, um Schildkröten vor Wilderern zu retten, führte Kampagnen zur Sensibilisierung der Öffentlichkeit durch und hat ein Pflegezentrum für Meerestiere eingerichtet.
Sie beteiligte sich an der Gründung von Rewild, einer Organisation, die von sieben Vereinen (darunter Sea Shepherd France) gegründet wurde, und übernahm den Co-Vorsitz. Diese Organisation kaufte Ende 2019 den Zoo von Pont-Scorff mit dem Ziel, die 560 dort lebenden Wildtiere zu befreien oder zu vermitteln, um den Zoo anschließend in ein Rehabilitationszentrum für Wildtiere umzuwandeln. Infolge interner Konflikte scheiterte das Projekt, der Zoo wurde übernommen und in Les Terres de Nataé umbenannt.
Im September 2022 mobilisierte sie Sea Shepherd France, um einen in der Bretagne gestrandeten Furchenwal zu retten.
Sie ist außerdem stellvertretende Vorsitzende der antispeziesistischen Partei Révolution écologique pour le vivant (REV), die 2018 gegründet wurde. 2020 kandidierte sie bei den Kommunalwahlen als Spitzenkandidatin im 14. Arrondissement von Paris im Rahmen eines Bündnisses zwischen der REV und La France insoumise. Sie erhielt 3,5 % der Stimmen.

## Veröffentlichungen
- Capitaine Paul Watson, entretien avec un pirate, Glénat (Verlag), 2012, ISBN 978-2-7234-8691-0.[16][17]
- Paul Watson – Sea Shepherd, le combat d’une vie, Glénat, 2017, ISBN 978-2-344-02510-9.